# Долгий, Антон Сергеевич
Антон Сергеевич Долгий (укр. Антон Сергійович Долгий; род. 26 марта 1992, Киев) — украинский футболист, полузащитник.

## Клубная карьера
Воспитанник футбольной академии киевского «Динамо». В 2009 году подписал свой первый профессиональный контракт со столичным клубом, но из-за высокой конкуренции в главной команде не сыграл ни одного официального поединка. В молодежном первенстве в футболке динамовцев сыграл 10 поединков. Дебютировал на профессиональном уровне в футболке перволигового фарм-клуба киевлян «Динамо-2» 21 августа 2009 года в победном домашнем поединке 5-го тура против ФК «Львов» . Антон вышел на поле на семьдесят седьмой минуте, заменив Владимира Коваля. Всего в составе второй команды динамовцев сыграл 2 матча в первой лиге.
В 2011 году перешел в состав донецкого «Металлурга», но, как и в «Динамо», из-за высокой конкуренции в основной команде дебютировать не смог. В сезоне 2011/12 годов выступал за молодежную команду металлургов, в составе которой сыграл 15 матчей. В том же сезоне был арендован кировоградской «Звездой» . В футболке кировоградского клуба дебютировал 24 марта 2012 года в победном домашнем поединке 22-го тура против ФК «Львов» . Долгий вышел на поле в стартовом составе, а на шестьдесят второй минуте его заменил Иван Войтенко . Всего в составе «Звезды» сыграл 11 матчей. Накануне начала сезона 2012/13 годов, вновь на правах аренды перешел в стан другого перволигового клуба, харьковского «Гелиоса» . В футболке «солнечных» дебютировал 14 июля 2012 года в победном выездном поединке 1-го тура против МФК «Николаев» . Антон вышел в стартовом составе, на тридцать четвёртой минуте получил желтую карточку, а на пятьдесят первой минуте его заменил Алексей Кривошеев. В течение своего пребывания в харьковском клубе сыграл 26 матчей в первой лиге и 2 поединка в кубке Украины.
В августе 2015 подписал 2-летний контракт с португальским клубом «Авеш». Во время дебюта в португальском клубе португальские СМИ за внешнего сходства и одинаковое имя спутали его с другим игроком донецкого «Металлурга», Антоном Поступаленко. В течение своего пребывания в «Авеш» сыграл 8 матчей в национальном чемпионате. Последние полгода своего контракта на правах аренды провел в «Тиренсе» из третьего дивизиона португальского чемпионата, в котором сыграл лишь 1 поединок. 1 июня 2016 вместе с еще двумя Украинский покинул расположение «Авеш». Сезон 2016/17 годов провел в другом португальском клубе, «Понти-да-Барка», в составе которого сыграл 24 матча и отметился 1 голом.

## Карьера в сборной
Вызывался в юношеские сборные Украины разных возрастов.